# Vincent Pasquale Biunno
Vincent Pasquale Biunno (* 2. Februar 1916 in Newark, New Jersey; † 30. Juli 1991 in Passaic, New Jersey) war ein US-amerikanischer Jurist. Nach seiner Berufung durch Präsident Richard Nixon fungierte er ab 1973 als Bundesrichter am Bundesbezirksgericht für den Distrikt von New Jersey.

## Werdegang
Vincent Biunno besuchte nach seinem Schulabschluss die New Jersey Law School in Newark, an der er 1937 den Bachelor of Laws erwarb. Anschließend praktizierte er bis 1958 als Rechtsanwalt in Newark. Unterbrochen wurde diese Zeit von seinem Dienst in der US Army zwischen 1942 und 1943. Er hatte zuletzt den Rang eines Private inne. Von 1954 bis 1957 war er Dozent an der School of Law der Rutgers University in Newark. Nach einer Tätigkeit als Rechtsberater von New Jerseys Gouverneur Robert B. Meyner zwischen 1958 und 1960 kehrte er in seine private Praxis zurück, die er bis 1973 betrieb. In diesem Zeitraum saß er auch im Board of Directors der in Newark ansässigen Prudential Insurance Company.
Am 21. Februar 1973 wurde Biunno durch Präsident Nixon als Nachfolger des verstorbenen Robert Shaw zum Richter am United States District Court for the District of New Jersey ernannt. Nach der Bestätigung durch den US-Senat, die am 10. April desselben Jahres erfolgte, konnte er sieben Tage später sein Amt antreten. Am 23. März 1982 wechselte er in den Senior Status und ging damit faktisch in den Ruhestand. Sein Sitz fiel an John Winslow Bissell. Vincent Biunno verstarb am 30. Juli 1991 in Passaic und wurde auf dem Immaculate Conception Cemetery in Montclair beigesetzt.